# Filemó (gramàtic)
Filemó (en llatí Philemon, en grec  Φιλήμων) fou un escriptor i gramàtic romà d'Orient del segle vii, autor de l'obra Λεξικὸν τεχνολογικόν (Lexicon technologikon) que ell mateix diu que el va escriure per complementar i substituir al lexicó del gramàtic Hiperequi d'Alexandria (segle v) anomenat ἡ του̂ ̓Αλεξανδρέως ̔Υπερεχίου ὀνομάτων τεχνολογία κανονικω̂ς συντεθει̂σα, escrit en vuit llibres.
L'obra de Filemó sembla que era un epítom de la d'Hiperequi, i en va ometre les parts més interessants, però tenen certa vàlua les aportacions que fa sobre història literària i l'Etymologicum Magnum el cita amb freqüència. Només se'n conserva el primer llibre i part del segon.